# Мишковицький дуб
Мишкови́цький дуб — вікові дерева, ботанічна пам'ятка природи місцевого значення в Україні.

## Розташування
Дуби зростають поблизу села Мишковичі Тернопільського району, в лісовому урочищі «Мишковицька дача» Микулинецького лісництва, у кварталі 25, виділі 7.

## Пам'ятка
Оголошені об'єктом природно-заповідного фонду рішенням Тернопільської обласної ради від 18 березня 1994 року. Перебувають у віданні ДП «Тернопільське лісове господарство».

## Характеристика
Площа — 0,10 га.
Під охороною — 8 дерев дуба звичайного. Мають наукову, пізнавальну та естетичну цінність.

## Галерея

Охоронний знак
Квартал 25 виділ 7 Микулинецького лісництва
Крона дерев
Два з восьми дубів. Вид з південного боку